# Porcellana di Höchst

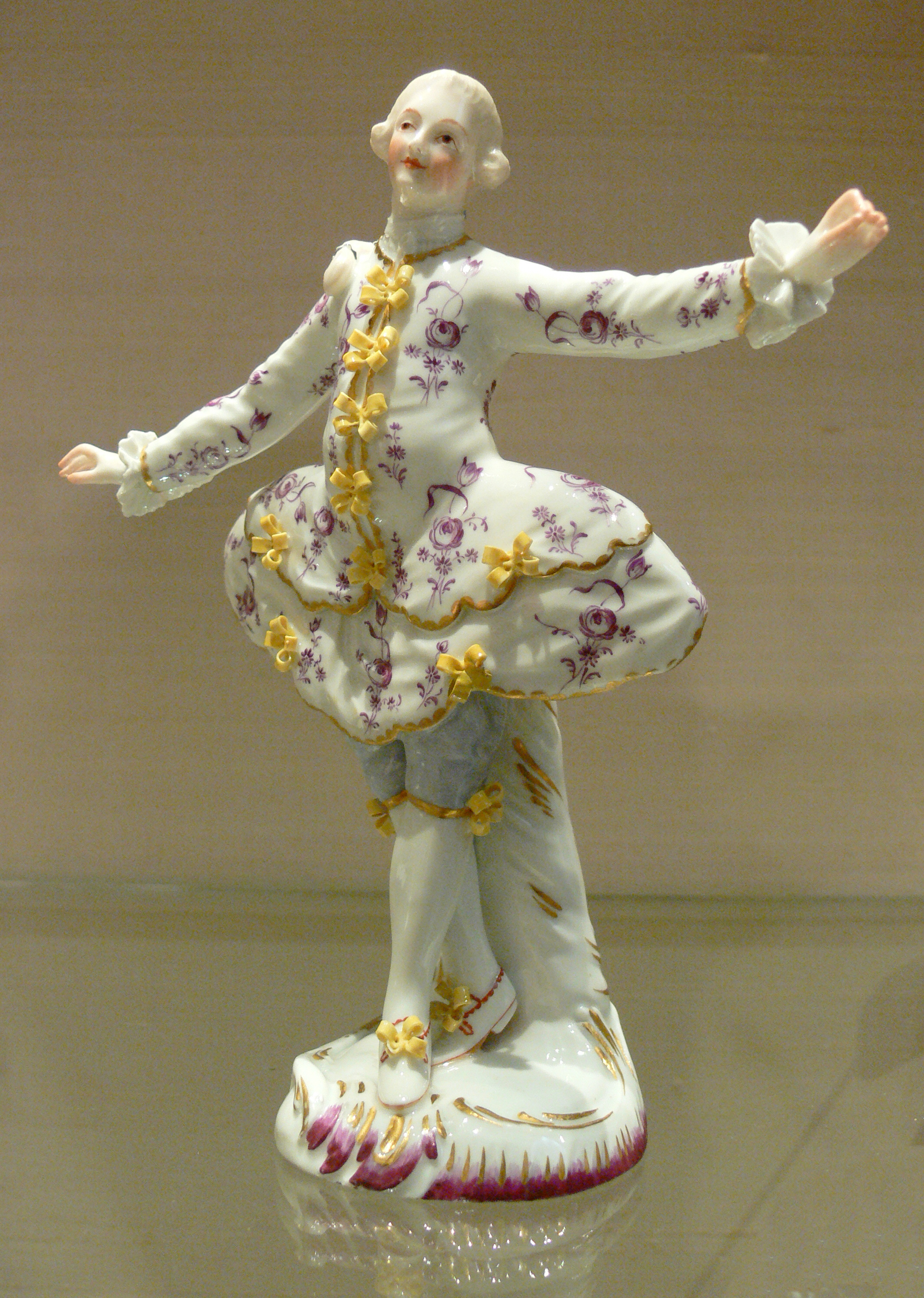
Ballerino, circa 1755

La manifattura di porcellane di Höchst è una manifattura di porcellana che ha sede a Höchst, oggi quartiere di Francoforte sul Meno.

## Storia

### La prima manifattura: 1746-1796
Nel 1746 Johann Christoph Göltz e Adam Friedrich von Löwenfinck, discendente di un pittore della manifattura di Meissen, ottennero dall'arcivescovo ed elettore di Magonza Johann Friedrich Karl von Ostein, nel cui territorio si trovava Höchst, il monopolio cinquantennale della produzione di porcellana nel suo stato. Sempre per concessione del principe arcivescovo il marchio delle porcellane di Höchst era la cosiddetta "ruota di Magonza", che campeggia nello stemma dello Stato.

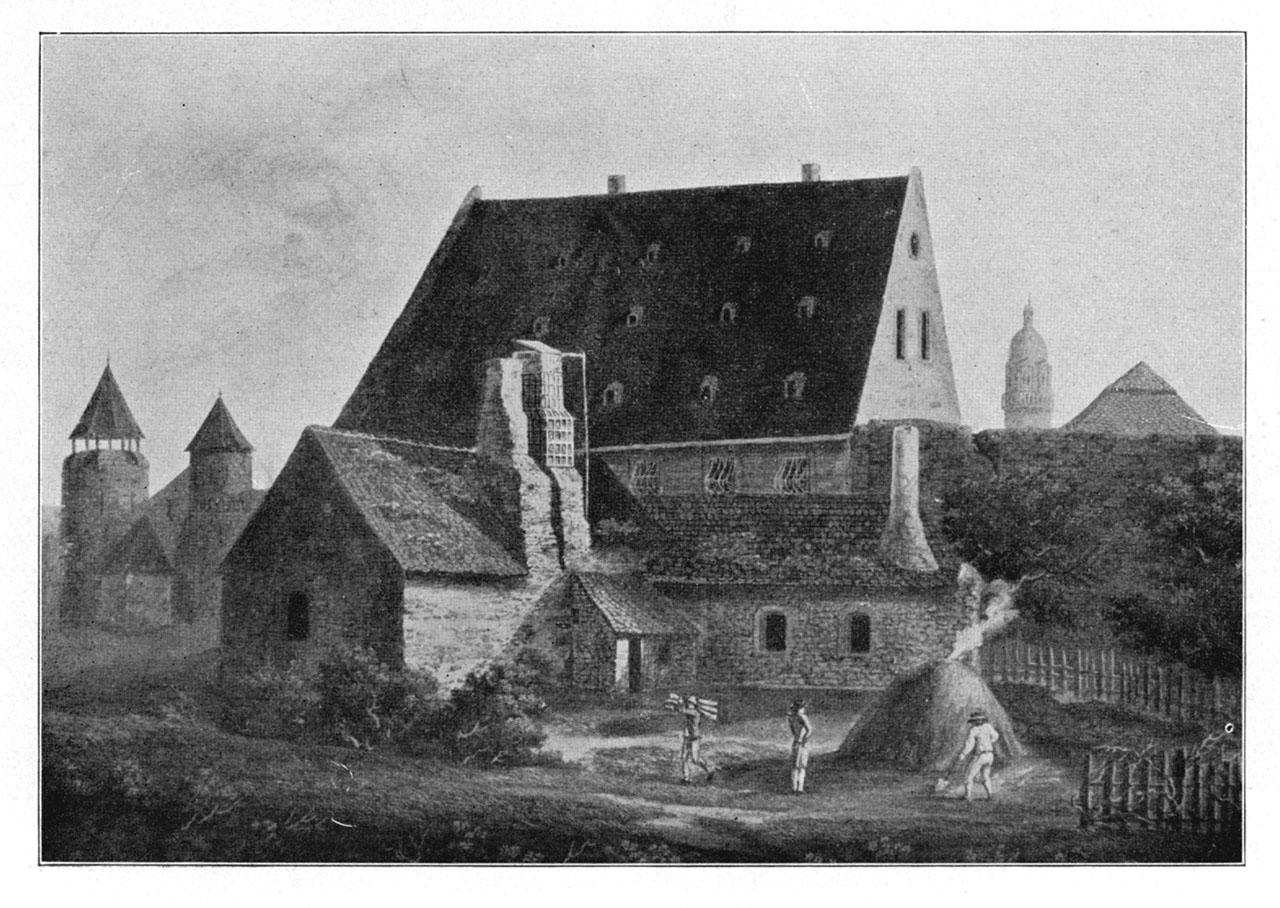
L'antica manifattura nel Settecento

Tuttavia, fino al 1750 la Manifattura di Höchst produsse solo ceramica. Solo quando giunsero a lavorare l'arcanista Johann Benckgraff ed il costruttore di forni Josef Ringler nel 1750, furono realizzati i primi pezzi di porcellana. Presso le mura settentrionali della città, sopra l'attuale Mercato Alto fu eretta la fornace, mentre l'edificio della manifattura, detto Porzellanhof, si trovava nella parte settentrionale della Città Vecchia: fu demolito nel 1927.
La porcellana di Höchst era color avorio, dipinta spesso di lilla o violetto. La decorazione era ispirata alla porcellana di Meissen. Nel 1768 divenne Modellmeister Johann Peter Melchior, che prediligeva i temi sentimentali, i colori teneri, in particolare il rosa, e gli abiti decorati a strisce e fiori.

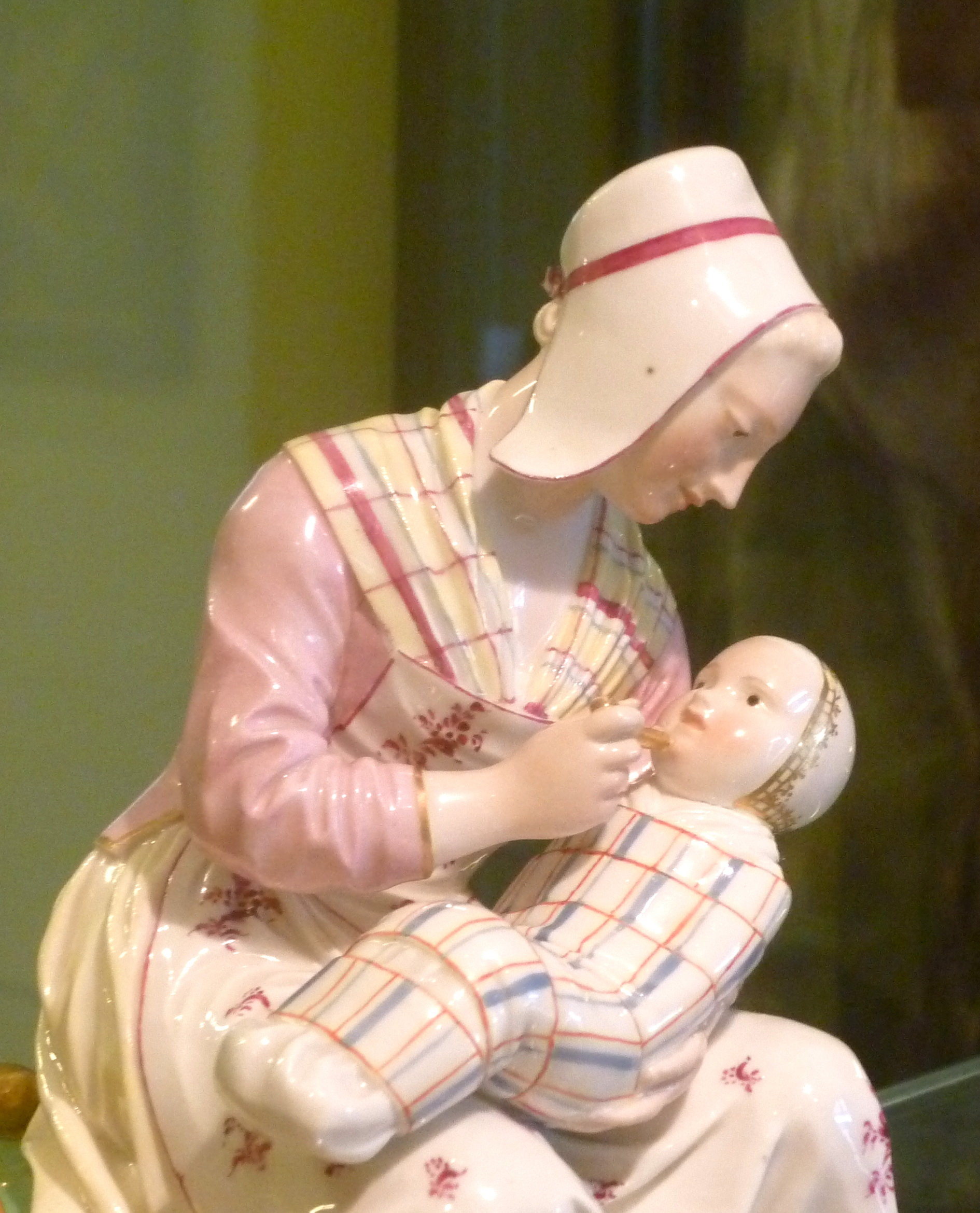
La balia di Melchior, 1770

Löwenfinck abbandonò Höchst nel 1749, in seguito ai litigi con Göltz; Göltz, da parte sua, andò in bancarotta nel 1756 e la manifattura sarebbe stata chiusa. L'impresa fu, tuttavia, rilevata nel 1759 da Johann Heinrich Maas e proseguita. Durante questo periodo le cronache riferiscono di continui litigi e discussioni fra le maestranze della manifattura. Nel 1765 alla Manifattura di Porcellana di Höchst fu conferito dal principe elettore Emmerich Joseph von Breidbach zu Bürresheim il privilegio di trasformarsi in società per azioni e nel 1771 contava ventisette azionisti.
Gli azionisti ricevettero nel 1777 un'intimazione del principe elettore Friedrich Karl Joseph von Erthal e accettarono le sue condizioni per proseguire la società; nel 1778 il Principe Elettore sciolse la società. Egli trasferì la direzione al suo Consigliere della camera di Corte Johann Kaspar Rief. Nel 1784 la Manifattura passò in proprietà della Camera di Corte di Magonza, ma nel 1796, dopo cinquant'anni di attività, l'impresa fallì e alla Camera di Magonza rimasero 57.312 fiorini di debito.

### La seconda manifattura: 1947, in attività

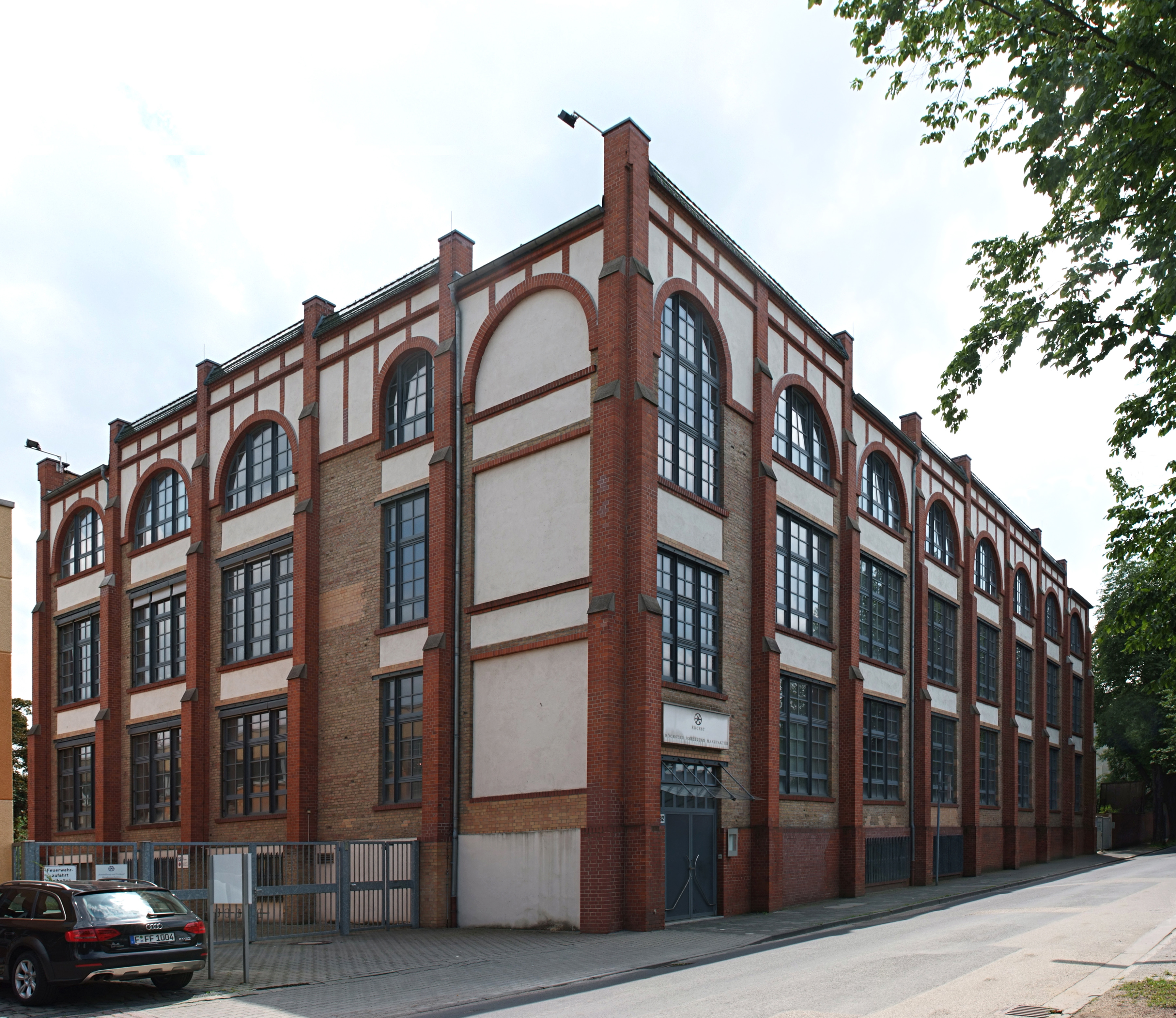
L'edificio della nuova manifattura

Una nuova fabbrica di porcellana è stata fondata nel 1947 per far rivivere la tradizione della porcellana di Höchst dipinta a mano. Questa nuova attività fu chiusa nel 1963 e riaperta due anni dopo sotto la direzione della Hoechst AG. Dal 1976 al 2001 ne fu azionista anche la Dresdner Bank. DalV2001 al 2010 fu azionista della manifattura anche il Land Assia. Dal 2001 la società è completamente in proprietà privata.

## Note

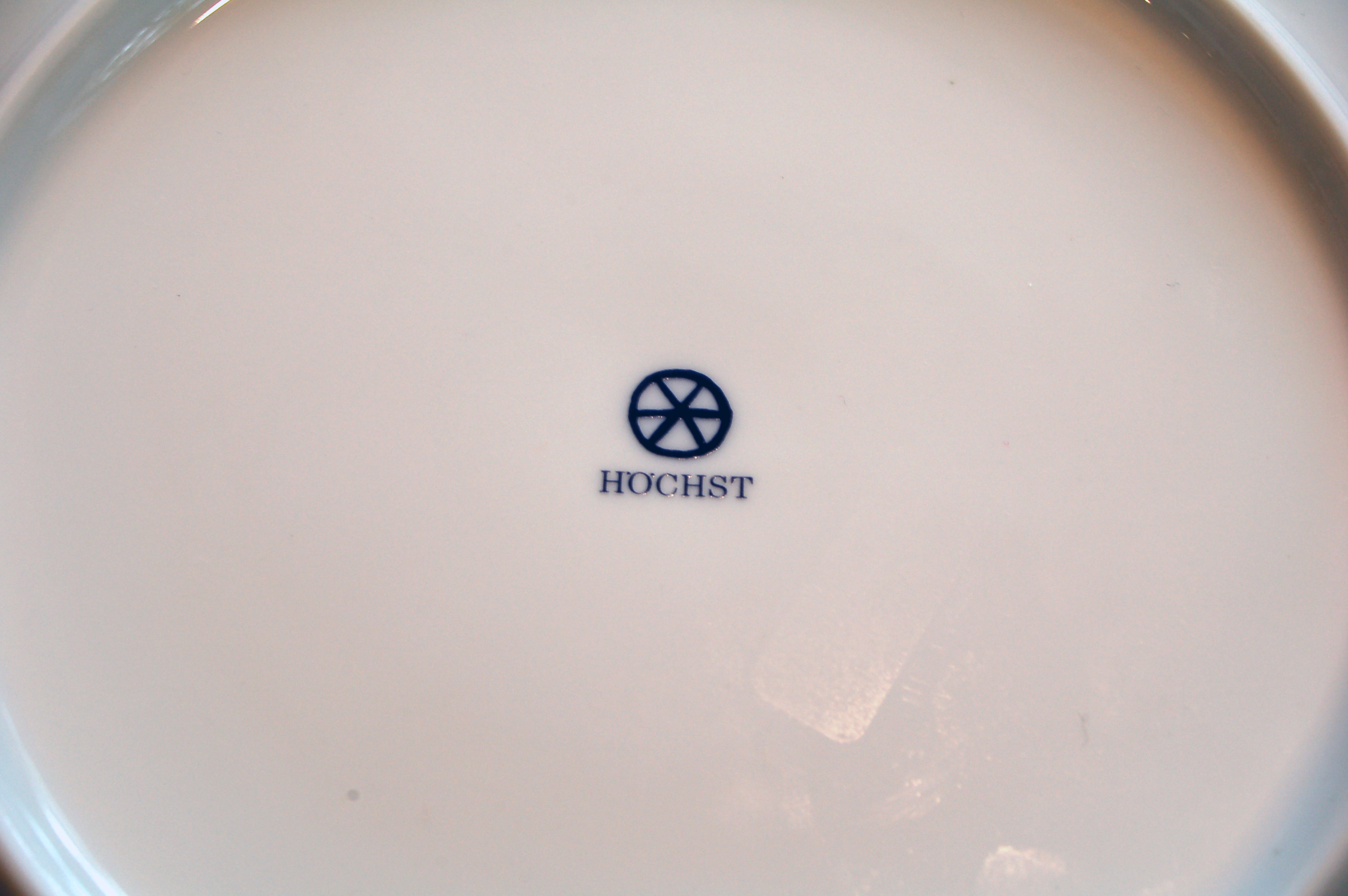
Marchio di fabbrica dietro a un piatto